# William Morton Wheeler

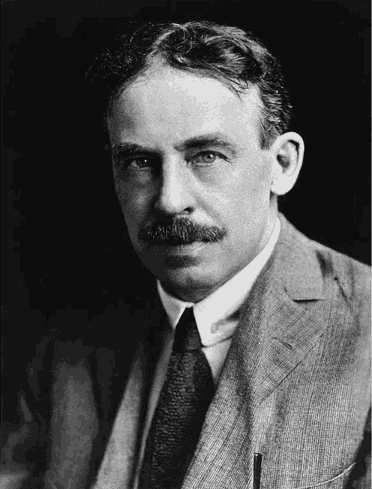
William Morton Wheeler, 1910

William Morton Wheeler (* 19. März 1865 in Milwaukee; † 19. April 1937 in Cambridge (Massachusetts), USA) galt Anfang des 20. Jahrhunderts als die anerkannte Autorität auf dem Gebiet der Erforschung von Ameisen und anderen sozialen Insekten. Er gilt weithin als der erste bedeutende Ethologe Nordamerikas.

## Leben
William Morton Wheeler begann sein Studium an der German-English Academy von Peter Engelmann in Milwaukee, der heutigen University School of Milwaukee, und war dort von 1885 bis 1887 auch als Lehrer tätig. Von 1887 bis 1890 war er Direktor des Milwaukee Public Museum. Nach seiner Promotion an der Clark University (1890–1892) wurde er Professor für Zoologie an der University of Chicago (1892–1899). Danach lehrte er von 1899 bis 1903 am Zoologischen Institut der University of Texas at Austin. Anschließend arbeitete er von 1903 bis 1908 am American Museum of Natural History (1903–1908) und war schließlich von 1908 bis 1937 Professor an der Harvard University.

## Wirken
Wheeler hatte seine Doktorarbeit zwar auf dem Gebiet der Insekten-Embryologie geschrieben, wurde aber rasch zur führenden Autorität auf dem Gebiet des Verhaltens sozialer Insekten, und hier wiederum speziell für das Verhalten der Ameisen; sein besonderes Interesse galt der Evolution des Sozialverhaltens von Ameisen. Er war maßgeblich beteiligt an der Ausformung der Verhaltensforschung als eigenständige Disziplin innerhalb der Biologie und machte 1902 in Science als erster im englischen Sprachraum die Bezeichnung Ethologie bekannt.
Er galt als höchst kompetenter Taxonom und leistete die Erstbeschreibung einer unüberschaubaren Zahl von neu entdeckten Arten. Zwei seiner Veröffentlichungen galten lange Zeit als Standardwerke: „Ants: Their Structure, Development, and Behavior“ (1910) und „Social Life Among the Insects“ (1923).

## Ehrungen
1909 wurde er in die American Academy of Arts and Sciences und 1912 in die National Academy of Sciences gewählt. 1922 erhielt er deren Daniel Giraud Elliot Medal. Im Juli 1936 wurde er Ehrenmitglied (Honorary Fellow) der Royal Society of Edinburgh.

## Belege
1. ↑  Biographical Memoirs of William Morton Wheeler (1865–1937). Ausführliche Würdigung durch die National Academy of Sciences der USA (PDF, 1,88 MB). Von George Howard Parker.
2. ↑  Biographie auf dem Webserver des Biodoversity Center der University of Texas at Austin, zuletzt abgerufen am 11. April 2022.
3. ↑  William Morton Wheeler: ‚Natural history‘, ‚oecology‘ or ‚ethology‘? In: Science. Band 15, Nr. 390, 1902, S. 971–976, doi:10.1126/science.15.390.971.
4. ↑  The biographical index of former RSE Fellows from 1783-2002. Band 2, S. 986.

| Personendaten    | Personendaten                                           |
| ---------------- | ------------------------------------------------------- |
| NAME             | Wheeler, William Morton                                 |
| KURZBESCHREIBUNG | US-amerikanischer Ethologe, Taxonom und Ameisenforscher |
| GEBURTSDATUM     | 19. März 1865                                           |
| GEBURTSORT       | Milwaukee                                               |
| STERBEDATUM      | 19. April 1937                                          |
| STERBEORT        | Cambridge (Massachusetts)                               |